# Безщілинний напівпровідник
Безщілинні напівпровідники — це речовини з рівною нулю шириною забороненої зони (дивись Зонна теорія). У безщілинних напівпровідниках дно зони провідності і верх валентної зони мають однакову енергію. Від типових напівпровідників безщілинні напівпровідники відрізняються відсутністю енергетичного порогу народження електронно-діркових пар, від металів — істотно меншою густиною електронних станів.
Звернення до нуля ширини забороненої зони може бути обумовлено симетрією кристалічної решітки або мати випадковий характер. До першого типу безщілинних напівпровідників відносяться такі матеріали, як α-Sn, β-HgS, HgSe та HgTe. Безщілинний електронний спектр зазначених речовин досить стійкий і зникає лише при зовнішніх впливах, що знижують симетрію кристала. До другого типу безщілинних напівпровідників можна віднести тверді розчини Pb1-хЅпхТе, Pb1-хЅпхЅе, Bi1-xSbx та ін., у яких при певному співвідношенні компонентів виникає випадкове виродження рівнів, що відповідають дну зони провідності та стелі валентної зони. У цих речовинах, безщілинний стан може бути зруйнований під дією будь-якого обурення, в тому числі і обурення, яке не змінює симетрію кристала.
Відсутність енергетичної щілини в електронному спектрі безщілинних напівпровідників обумовлює цілий ряд їх особливостей. Наприклад, концентрація n-електронів в чистих нелегованих безщілинних напівпровідниках, а отже, і їх електрична провідність, залежать від температури Т статечним, а не експоненціальним чином: n ~ Т3/2. Концентрація електронів може помітно зростати при пропусканні через безщілинний напівпровідник електричного струму, що обумовлює нелінійність вольт-амперної характеристики.